# Documento de identidad (Hungría)
El documento de identidad húngaro (en húngaro: Személyazonosító igazolvány, coloquialmente "személyi") es un documento de identidad de los ciudadanos húngaros. Puede ser obtenido por cualquier ciudadano desde su nacimiento. En general, todos los ciudadanos húngaros, desde los 14 años de edad, deben tener al menos uno de los tres documentos de identidad: documento de identidad nacional; pasaporte, desde los 17 años; o una foto en su permiso de conducir, desde los 17 años de edad. Los ciudadanos pueden viajar a cualquier lugar de Europa (excepto Bielorrusia, Rusia y Ucrania), así como a Georgia, Francia de ultramar o Montserrat, donde necesitarán visados especiales.

## Documentos en vigor

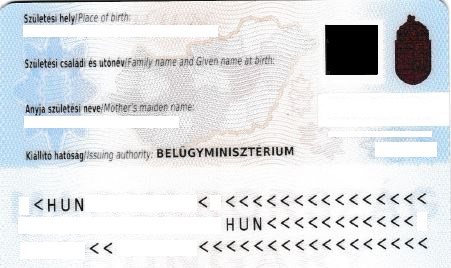
La parte posterior del documento de identidad

Actualmente, coexisten tres tipos de documentos de identidad en vigor , denominados Személyi igazolvány, abreviado Sz.ig. El más antiguo es un documento de cubierta dura, con varias hojas, emitido con anterioridad a 1989 por la República Popular de Hungría (llamado Pasaporte interno); el segundo es un documento de cubierta semirrígida, con varias hojas, emitido después de la Transición a la democracia en 1989.  Cada uno de estos documentos tiene una foto original del propietario incrustada, con firmas originales del propietario y de la policía local representante. El tercer tipo de documento, aparecido en el año 2000, es una tarjeta de plástico del tamaño de la tarjeta de crédito, llamada generalmente "documento de identidad personal", con la foto y la firma del titular escaneadas.
La tarjeta muestra el nombre completo del propietario, nombre de soltera, si procede, fecha y lugar de nacimiento, nombre de la madre, el sexo, y la validez de la tarjeta, así como las autoridades locales que emitieron la tarjeta. El documento tiene una numeración única compuesta de seis números y dos letras. No aparece información alguna acerca de la dirección del titular, ni de su número de identificación personal (esta información está contenida en una tarjeta separada, llamada popularmente lakcímkártya). 